# Garcia Alvarez
 (juin 2025).
Garcia Alvarez, mort avant 1257, est un chevalier croisé d'origine espagnole, qui fut dans les États latins d'Orient seigneur d'Haïfa.
Il épouse, en tant que second mari, Helvis d'Haïfa, veuve de Geoffroy Ier Poulain, aînée des quatre filles et héritière de Rohard II d'Haïfa, précédent seigneur d'Haïfa, et de son épouse Aiglantine de Nephim, mais n'a probablement pas de postérité avec elle.
À la suite de ce mariage, il devient seigneur d'Haïfa de jure uxoris. Il apparait ainsi dans une charte du 5  1250 en tant que « Garssie Alvarez dominus de Cayphas ».
Il meurt avant 1257 et sa veuve se marie en troisièmes noces avec Jean de Valenciennes, mais elle n'a probablement pas de postérité avec lui. Après la mort d'Helvis en 1264, le fils aîné qu'elle a eu avec son premier mari, Gilles Ier Poulain, lui succède comme seigneur d'Haïfa, cependant, la ville est capturée l'année suivante par les Mamelouks.